# Mirko Hüppi
Mirko Hüppi (* 15. März 1989) ist ein Schweizer Grasskiläufer. Er gehört der Nationalmannschaft von Swiss Grasski an, fährt seit 2006 im Weltcup, wurde 2011 Weltmeister in der Super-Kombination, sowie 2013 in der Superkombination, Weltmeister 2007 sowie 2008 Juniorenweltmeister im Slalom und gewann bisher acht Weltcuprennen.

## Karriere
Mirko Hüppi bestritt seine ersten FIS-Rennen Anfang Juli 2004. Zwei Wochen später nahm er an der Juniorenweltmeisterschaft in Rettenbach teil, wo seine besten Ergebnisse Rang 18 im Slalom und Rang 19 in der Kombination waren. Ähnliche Resultate erzielte er auch im folgenden Jahr bei der Junioren-WM 2005 in Nové Město na Moravě. Bei der Juniorenweltmeisterschaft 2006 erreichte er im Slalom und in der Kombination den zehnten Platz.
Seit der Saison 2006 startet Hüppi auch im Weltcup. In seiner ersten Saison fuhr er fünfmal unter die besten 20 und belegte damit Rang 24 in der Gesamtwertung. In der Saison 2007 konnte er sich deutlich steigern. In den beiden Slaloms von Sattel erreichte er jeweils den siebenten Platz und auch in der Gesamtwertung konnte er sich auf Rang sieben verbessern. Bei der Juniorenweltmeisterschaft im August 2007 feierte der damals 18-Jährige seinen ersten ganz grossen Erfolg mit dem Gewinn der Goldmedaille im Slalom. Im Riesenslalom holte er zeitgleich mit dem Tschechen Aleš Mlíčka Bronze. Einen Monat später nahm er erstmals an einer Weltmeisterschaft in der Allgemeinen Klasse teil und erreichte dabei als bestes Resultat Rang 12 im Slalom.
In der Weltcupsaison 2008 fuhr Hüppi fünfmal unter die schnellsten zehn, sein bestes Ergebnis war Platz sechs im Slalom von Marbachegg. Außerdem erreichte er seinen ersten Podestplatz in einem FIS-Rennen. Damit belegte er Rang acht in der Gesamtwertung. Bei der Juniorenweltmeisterschaft 2008 konnte er seinen Titel im Slalom erfolgreich verteidigen und auch Platz drei im Riesenslalom wiederholen. In der Super-Kombination erreichte er ebenfalls den dritten Platz. 2008 wurde er im Riesenslalom zum ersten Mal Schweizer Meister und 2009 gewann er neben dem Riesenslalom auch die Schweizer Meisterschaft im Slalom.: In der Weltcupsaison 2009 kam Hüppi sechsmal unter die schnellsten zehn. Als beste Resultate erreichte er zwei vierte Plätze in den Slaloms von Čenkovice und Marbachegg. Im Gesamtklassement belegte er damit Rang neun. Bei der Juniorenweltmeisterschaft 2009 in Horní Lhota u Ostravy gewann Hüppi zweimal Silber im Riesenslalom und in der Super-Kombination; bei der Weltmeisterschaft 2009 in Rettenbach wurde er Neunter im Riesenslalom und 19. im Super-G.
In der Saison 2010 nahm Hüppi nur an fünf der elf Weltcuprennen teil. Neben zwei Ausfällen erreichte er einen vierten Platz im Riesenslalom von Goldingen und zwei fünfte Plätze, zudem zwei Podestplätze in FIS-Rennen. Im Gesamtweltcup fiel er auf Rang zwölf zurück. Nachdem Hüppi in den ersten vier Weltcuprennen der Saison 2011 zweimal unter die schnellsten fünf gefahren war, stand er bei den drei Weltcuprennen Mitte August in San Sicario erstmals auf dem Siegerpodest: Er wurde jeweils Zweiter in den beiden Riesenslaloms und feierte in der Super-Kombination am 13. August seinen ersten Weltcupsieg. Seine gute Form behielt er auch bei der Weltmeisterschaft 2011 in Goldingen bei, wo er Weltmeister in der Super-Kombination und Dritter im Super-G wurde. Den Riesenslalom beendete er auf Rang acht, nur im Slalom schied er im ersten Durchgang aus. Am Ende der Saison 2011 gelang Hüppi in der Super-Kombination von Forni di Sopra der zweite Weltcupsieg, womit er als bester Schweizer Vierter im Gesamtweltcup wurde.
In der Saison 2012 erreichte Hüppi mit Rang zwei im zweiten Sprintslalom von Triest sowie Rang drei im Riesenslalom von Marbachegg zwei Podestplätze in Weltcuprennen, zudem gewann er zwei FIS-Rennen. Im Gesamtweltcup wurde er Achter.
In der Saison 2013 fuhr Hüppi insgesamt 6 mal auf das Weltcup-Podest. 4 mal davon auf den 1. Rang. Seine erfolgreiche Saison schloss er mit dem Weltmeistertitel in der Super-Kombination ab. Im Gesamtweltcup wurde er Vierter.
In der Saison 2014 stieg Hüppi auf Grund einer Weltreise verspätet in die Grasski-Saison ein. Trotzdem gelang ihm erneut eine erfolgreiche Saison und fuhr am Weltcup-Rennen in Predklasteri auf den 2. Rang im Slalom. Im Gesamtweltcup wurde er Vierter.
In der Saison 2015 holte sich Hüppi 4 Podestplätze im Worldcup. Darunter einen Sieg in der Super-Kombination. Im Gesamtweltcup erreichte er sein bisheriges bestes Ergebnis, den 3. Schlussrang. Die Weltmeisterschaft findet vom 2. bis 5. September 2015 statt.

## Erfolge

### Weltmeisterschaften
- Olešnice v Orlických horách 2007: 12. Slalom, 19. Super-Kombination, 23. Riesenslalom, 33. Super-G
- Rettenbach 2009: 9. Riesenslalom, 19. Super-G
- Goldingen 2011: 1. Super-Kombination, 3. Super-G, 8. Riesenslalom
- Shichikashuku Miyagi 2013: 1. Super-Kombination, 9. Super-G, 10. Riesenslalom

### Juniorenweltmeisterschaften
- Rettenbach 2004: 18. Slalom, 19. Kombination, 23. Riesenslalom, 37. Super-G
- Nové Město na Moravě 2005: 20. Kombination, 24. Slalom, 27. Riesenslalom, 29. Super-G
- Horní Lhota u Ostravy 2006: 10. Slalom, 10. Kombination, 19. Riesenslalom, 19. Super-G
- Welschnofen 2007: 1. Slalom, 3. Riesenslalom, 5. Super-G, 19. Super-Kombination
- Rieden 2008: 1. Slalom, 3. Riesenslalom, 3. Super-Kombination, 11. Super-G
- Horní Lhota u Ostravy 2009: 2. Riesenslalom, 2. Super-Kombination, 6. Super-G

### Weltcup
- Saison 2007: 7. Gesamtrang
- Saison 2008: 8. Gesamtrang
- Saison 2009: 9. Gesamtrang
- Saison 2011: 4. Gesamtrang
- Saison 2012: 8. Gesamtrang
- Saison 2013: 4. Gesamtrang
- Saison 2014: 4. Gesamtrang
- Saison 2015: 3. Gesamtrang

- 19 Podestplätze, davon 8 Siege:

| Datum              | Ort               | Land       | Disziplin         |
| ------------------ | ----------------- | ---------- | ----------------- |
| 13. August 2011    | San Sicario       | Italien    | Super-Kombination |
| 17. September 2011 | Forni di Sopra    | Italien    | Super-Kombination |
| 17. September 2011 | Forni di Sopra    | Italien    | Super-G           |
| 7. Juli 2013       | Predklasteri      | Tschechien | Slalom            |
| 12. Juli 2013      | Faqra-Kfardebiane | Libanon    | Slalom            |
| 20. Juli 2013      | Kaprun            | Österreich | Super-Kombination |
| 20. Juli 2013      | Kaprun            | Österreich | Super-G           |
| 22. August 2015    | Kaprun            | Österreich | Super-Kombination |

### Schweizer Meisterschaften
- Dreifacher Schweizer Meister:[1] Slalom 2013, Slalom 2009, Riesenslalom 2008 und 2009